# اسلو (مینه‌سوتا)
اسلو، مینه‌سوتا (به انگلیسی: Oslo, Minnesota) یک روستا در ایالات متحده آمریکا است که در شهرستان مارشال واقع شده‌است.

## خصوصیات
اسلو ۰٫۹۸ کیلومترمربع مساحت و ۳۳۰ نفر جمعیت دارد و ۲۴۶ متر بالاتر از سطح دریا واقع شده‌است.